# Caverna de Nova Atos

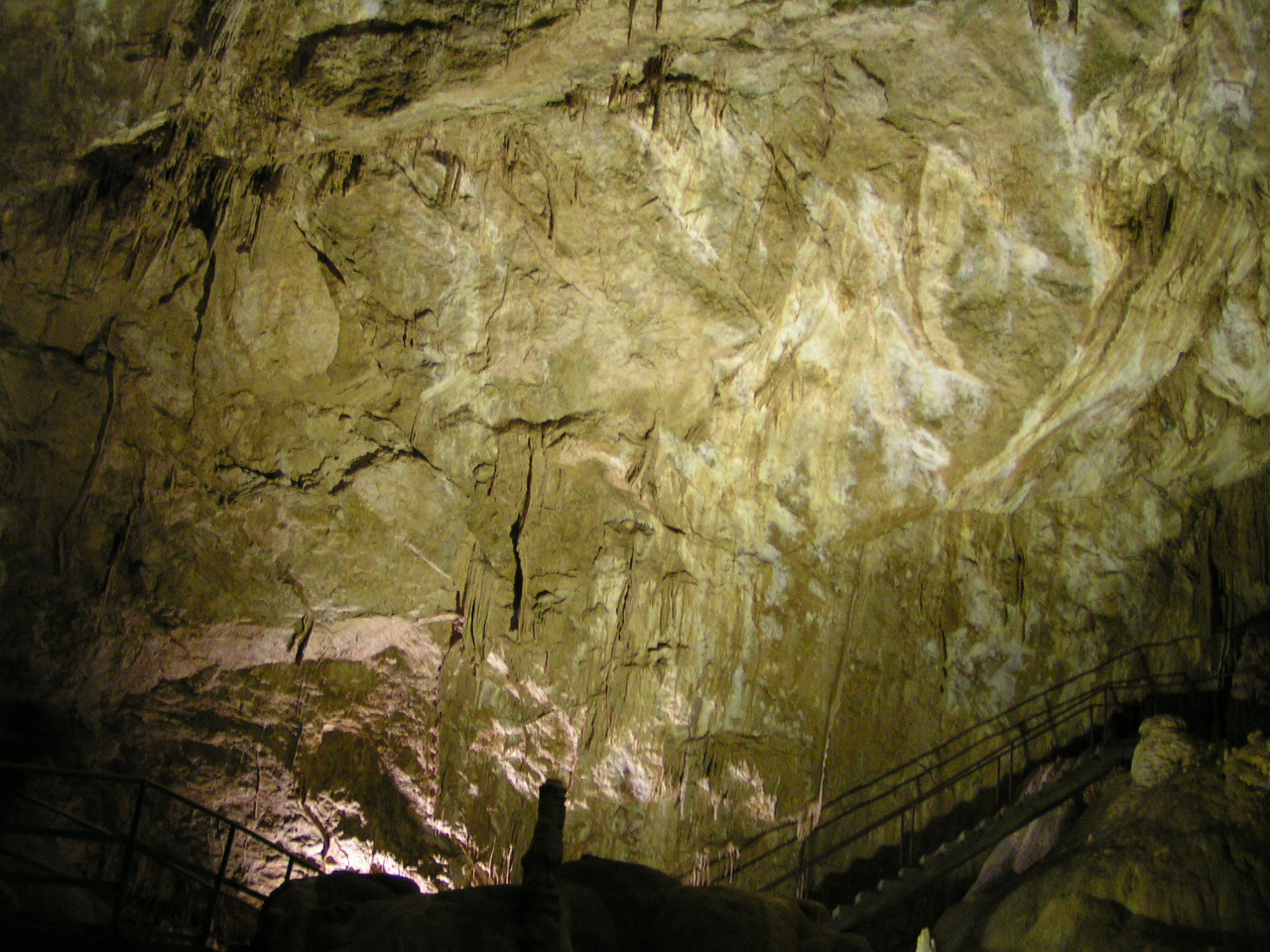
Caverna de Nova Athos, 2006.

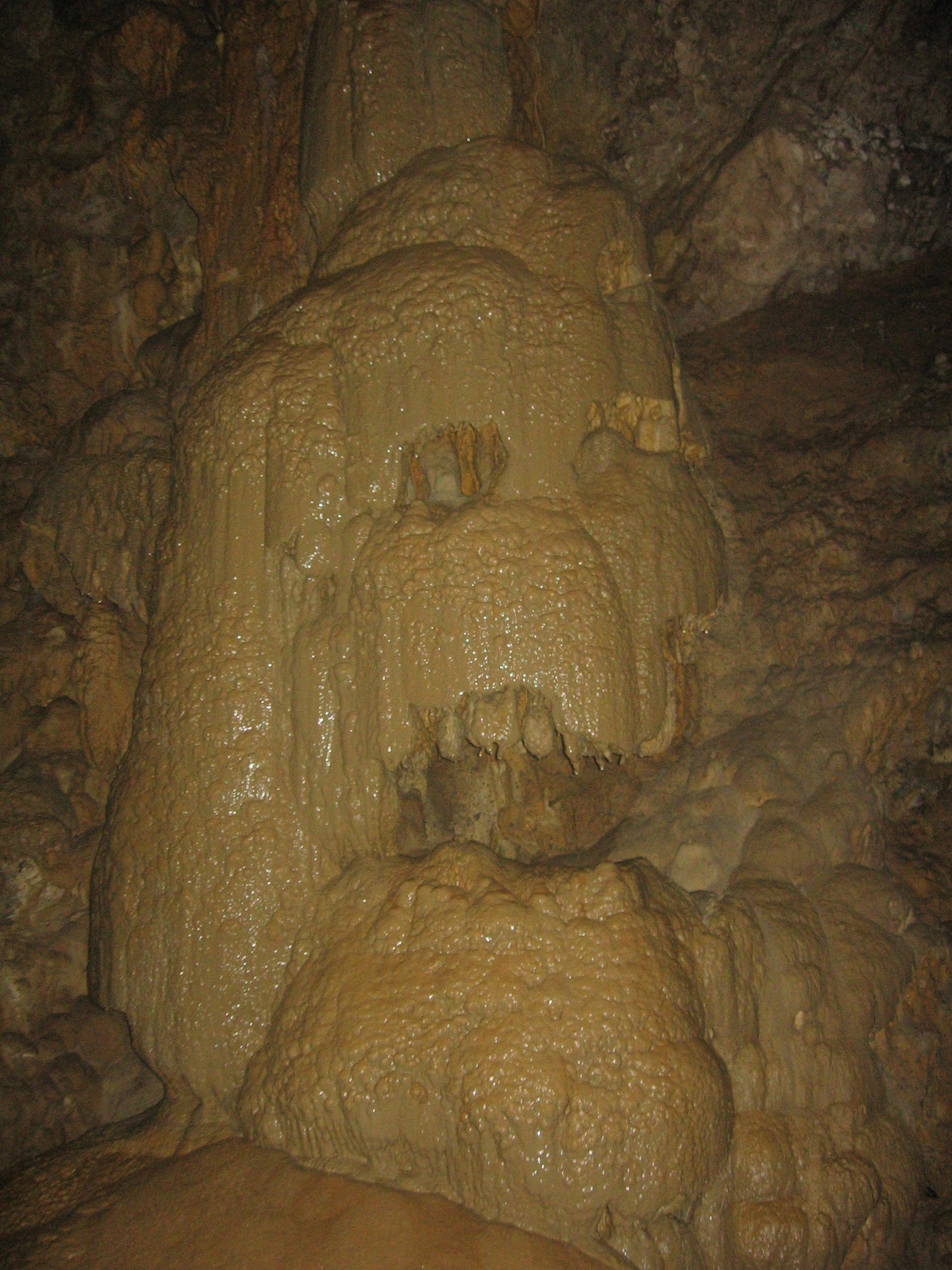
O Esqueleto na Caverna de Nova Athos.

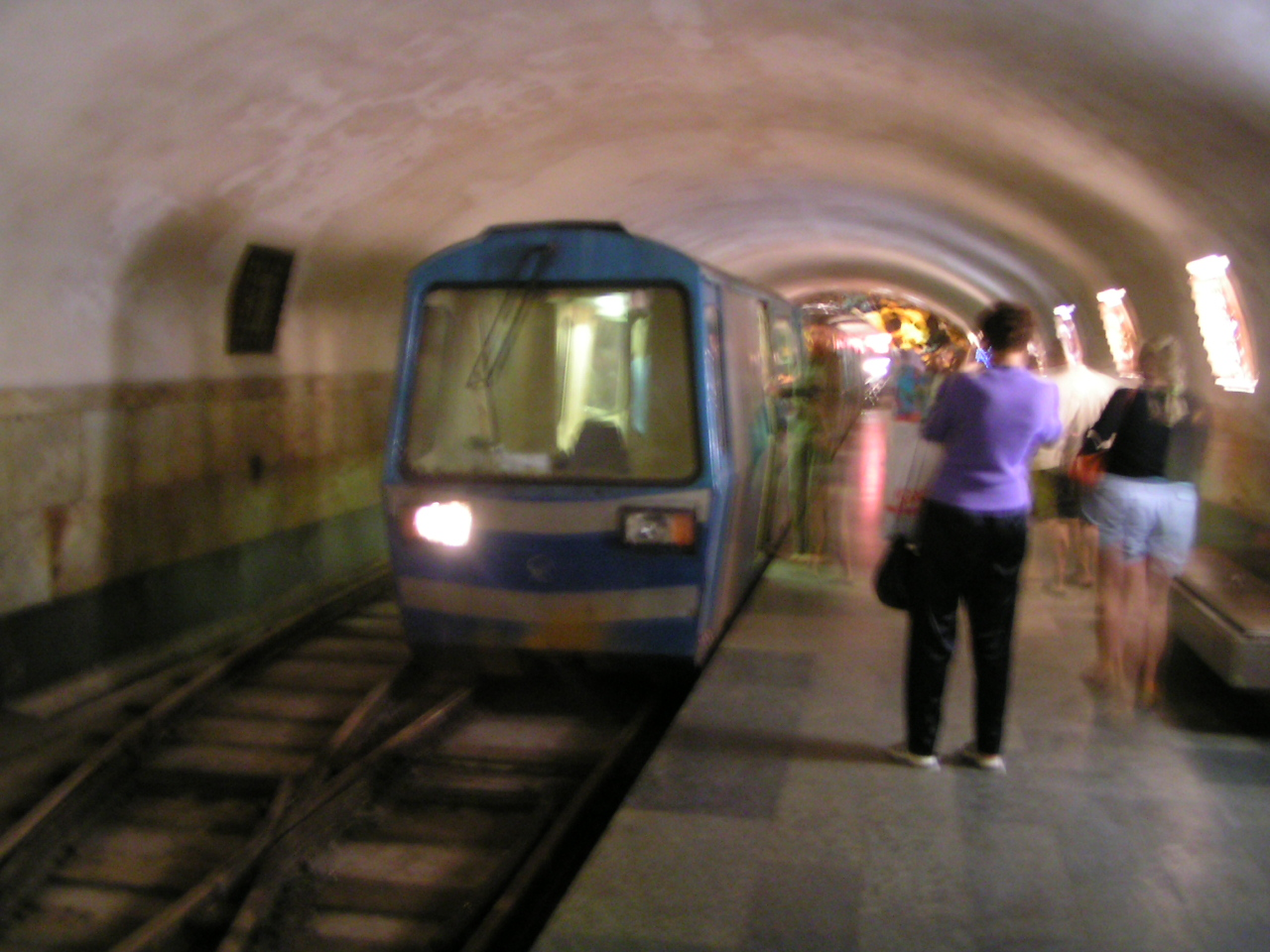
Metro da Caverna de Nova Athos.

A Caverna de Nova Atos (abecásio: Афон Ҿыцтәи аҳаҧы; russo: Новоафонская пещера) é uma caverna cárstica na Montanha Ibéria, Abecásia, perto de Nova Atos. É uma das maiores cavernas no mundo com um volume de 1.000.000 m³.
O abismo nas encostas do Montanha Ibéria foi conhecido durante eras, chamado "O Poço sem Fundo". Foi explorado em 1961 por uma expedição de quatro: Zurab Tintilozov, Arsen Okrojanashvili, Boris Gergedava, and Givi Smyr.
Desde 1975 que é uma atracção turística da Abecásia, tendo o seu próprio metro. A caverna consiste em 9 maiores cavidades.